# Třída Supply
Třída Supply je třída bojových zásobovacích lodí amerického námořnictva, později převedených pod Military Sealift Command (jejich označení se tím změnilo z USS na USNS a AOE na T-AOE). Jejich úkolem je zásobování svazů válečných lodí palivem, municí a dalším materiálem. Plavidla přitom jsou dostatečně rychlá, aby udržela tempo s americkými letadlovými loďmi. Celkem byly postaveny čtyři jednotky této třídy.

## Stavba
Celkem byly loděnicí National Steel and Shipbuilding Company (NASSCO) v San Diegu postaveny čtyři jednotky této třídy. Do služby přijaty v letech 1994-1998.
Jednotky třídy Supply:
| Jméno                  | Založení kýlu    | Spuštěna       | Vstup do služby | Status                                                                                               |
| ---------------------- | ---------------- | -------------- | --------------- | --- |
| USNS Supply (T-AOE-6)  | 24. února 1989   | 6. října 1990  | 26. února 1994  | 13. července 2001 převedena k převedena k MSC, aktivní.                                              |
| USNS Rainier (T-AOE-7) | 31. května 1990  | 28. září 1991  | 21. ledna 1995  | 29. srpna 2003 převedena k MSC, dne 30. září 2016 byla odstavena do rezerv, vyřazena 15. září 2022.  |
| USNS Arctic (T-AOE-8)  | 2. prosince 1991 | 30. října 1993 | 11. září 1995   | 14. června 2002 převedena k MSC, aktivní.                                                            |
| USNS Bridge (T-AOE-10) | 2. srpna 1994    | 24. srpna 1996 | 5. srpna 1998   | 24. června 2004 převedena k MSC, dne 30. září 2014 byla odstavena do rezerv, vyřazena 15. září 2022. |

## Konstrukce

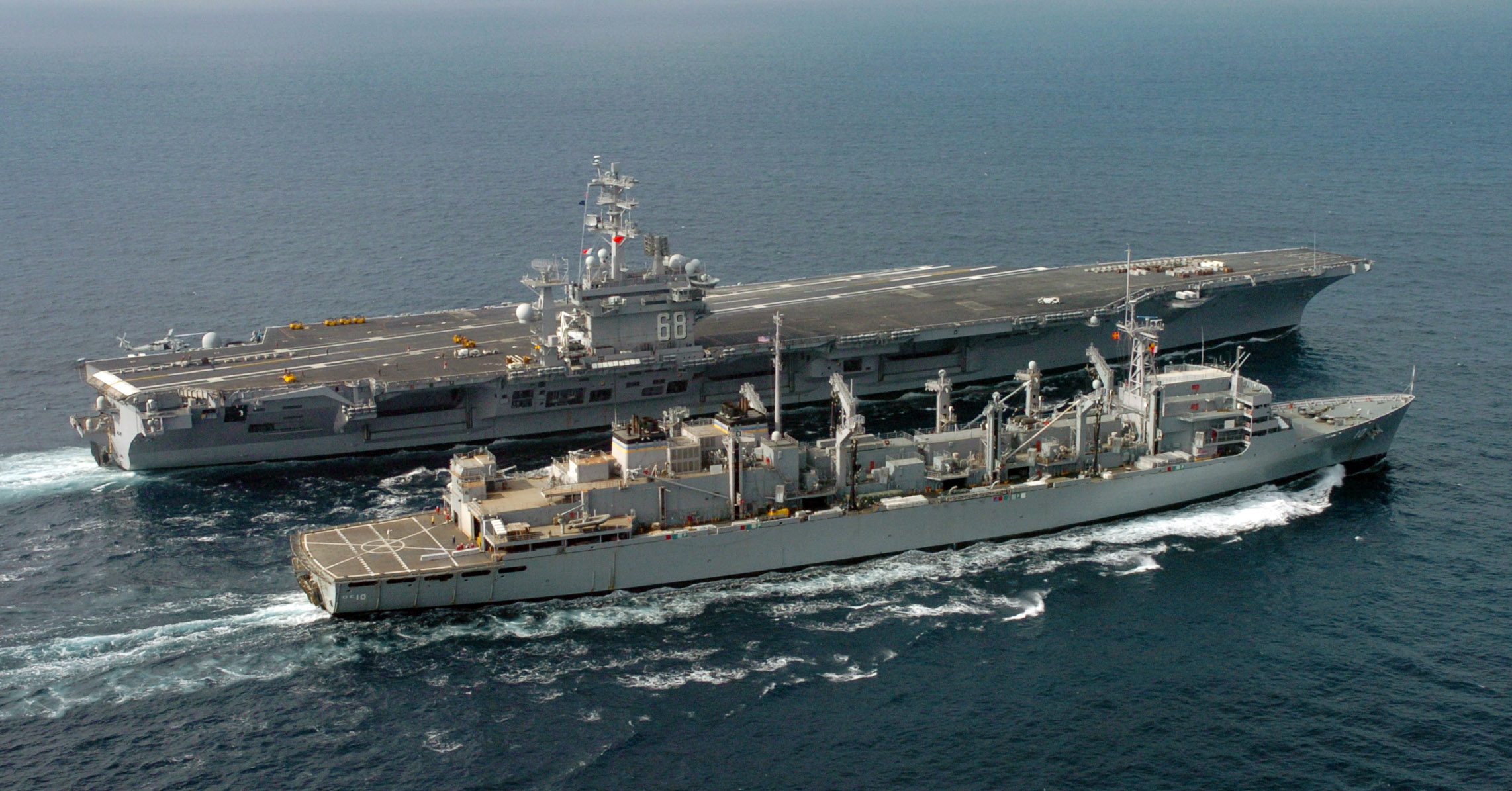
USNS Bridge (T-AOE-8) zásobuje letadlovou loď USS Nimitz

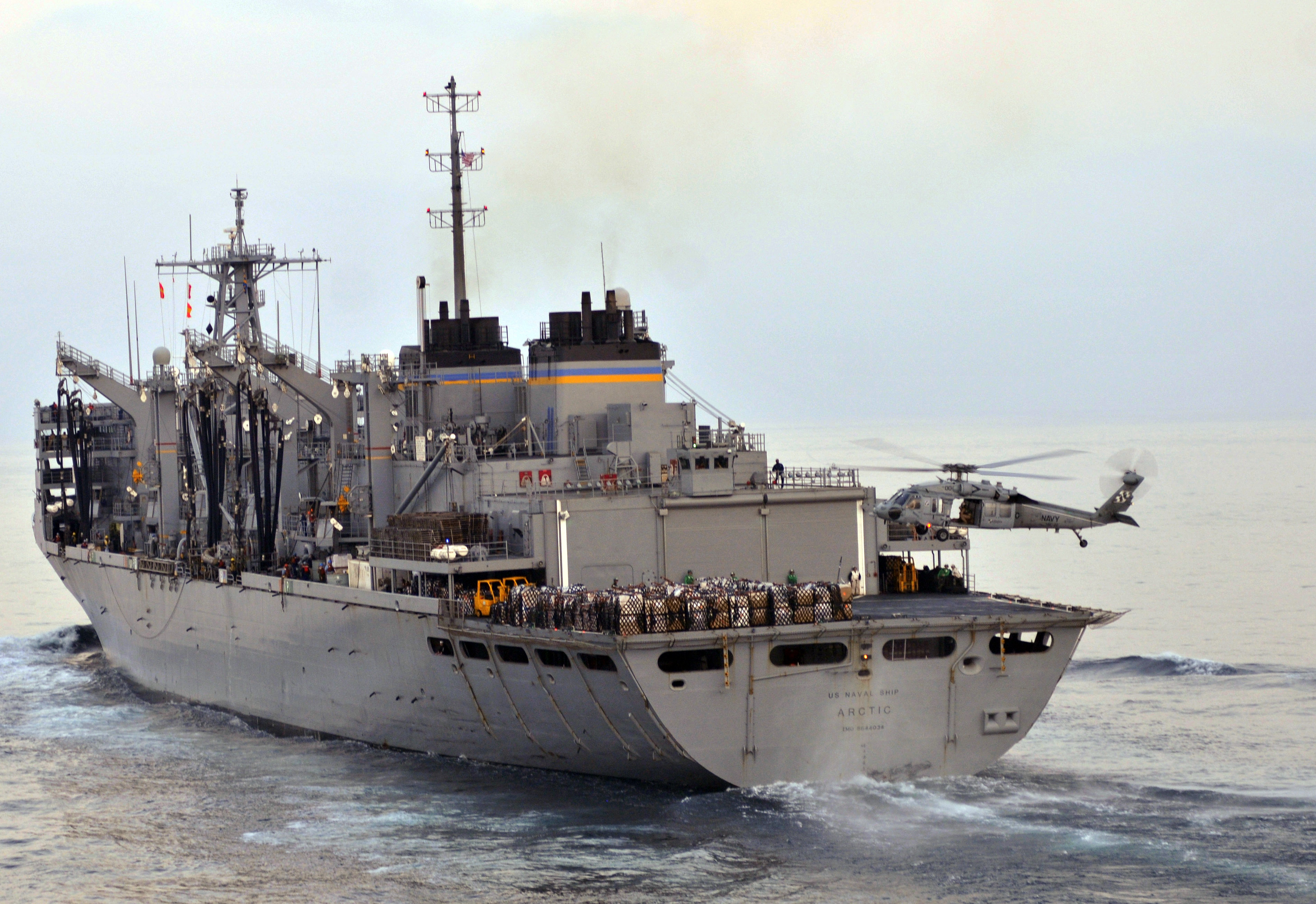
USNS Arctic (T-AOE-8)

Elektroniku plavidel tvoří satelitní navigace NAVSTAR, komunikační systém Omega, vyhledávací radar AN/SPS-67, navigační radar AN/SPS-64(V)9, dva střelecké radary a letecký navigační systém URN-25. Jsou vybaveny obranným elektronickým systémem AN/SLQ-32(V)3, vrhači klamných cílů Mark 36 SRBOC a vlečenými protitorpédovými klamnými cíli SLQ-25A Nixie.
Plavidla přepravují 156 000 barelů paliva, 500 55galonových barelů oleje, 20 000 galonů vody, dále 1800 tun munice, 400 tun mražených produktů a 250 tun dalšího materiálu. Plavidla mají rovněž vyhrazené prostory pro uložení nadměrných nákladů, např. náhradních proudových motorů. Každé plavidlo má pět zásobovacích stanic pro doplňování paliva, šest pro překládku nákladu, čtyři jeřáby s nosností 10 tun a přistávací plochu se dvěma body pro vrtulníky. V palubním hangáru lze uložit dva stroje MH-60S sloužící k vertikálnímu zásobování.
Výzbroj tvoří dva 25mm kanóny Bushmaster, dva 20mm kanónové systémy Phalanx CIWS, čtyři 12,7mm kulomety a osminásobný vypouštěcí kontejner pro protiletadlové řízené střely RIM-7 Sea Sparrow s dosahem až 25 km.
Pohonný systém tvoří čtyři plynové turbíny General Electric LM-2500 dodávající na hřídele dvou lodních šroubů výkon v přepočtu 78 MW (105 000 shp). Nejvyšší rychlost dosahuje 26 uzlů. Dosah je 6000 námořních mil při ekonomické rychlosti 22 uzlů. Dodávku elektrické energie zajišťuje pět dieselových generátorů.